# Cortador de cerámica

Primer cortador creado por los hermanos Boada en el año 1951

El Cortador de cerámica es una herramienta inventada en el año 1951 por los hermanos Boada, originarios de la ciudad de Rubí (Barcelona) en España. 
El primer cortador fue ideado para facilitar el trabajo y solucionar los problemas que tenían los albañiles a  la hora de cortar el Mosaico hidráulico (un tipo de baldosa decorativa de cemento pigmentado que en los años 50 era muy utilizada por la resistencia que proporcionaba su grosor). El invento consistía en rayar en línea recta y posteriormente darle un golpe para partirlo por la parte debilitada debido al rayado. Este hecho se convirtió en un símbolo de la precisión mecánica. A partir de ese momento, se conoció popularmente en el sector con el sobrenombre de RUBI, nombre dado por el lugar de nacimiento de sus inventores.
Con el tiempo la herramienta fue evolucionando, incorporando elementos que la hacían más precisa y productiva. Las primeras cortadoras tenían un punzón de hierro para rayar y más tarde se substituyó por el actual rodel de Carburo de wolframio.
Otro elemento incorporado en los cortadores a partir de 1960 fue el separador. Esta pieza permitía a los usuarios partir el mosaico con la misma herramienta y no sobre los soportes, ejes del cortador o dando un golpe con la rodilla. Esto fue una auténtica revolución en el proceso del corte de la cerámica a nivel mundial. 
En la actualidad el cortador de cerámica ha evolucionado con gran variedad de modelos y marcas, con capacidad para cortar materiales cerámicos actuales de gran dureza como el Gres porcelánico.